# Château de Roussillon (Saint-Pierre-Lafeuille)
Pour l’article homonyme, voir Château de Roussillon.
Le château de Roussillon est une forteresse médiévale de la commune de Saint-Pierre-Lafeuille, dans le Lot.

## Localisation
Le château est situé à une dizaine de kilomètres au nord de Cahors. Il est bâti à 300 m d'altitude, sur une butte dominant d'une centaine de mètres la combe de la Curade. On y accède par une petite route communale, à partir du centre-village.

## Description
Protégé par des douves, le château se compose de trois tours et d'un grand corps de logis encadrant deux cours intérieures. Il a bénéficié d'une restauration récente et est habitable.

## Histoire
Le château de Roussillon a été construit du XIIIe au XVe siècle (où il a appartenu à la famille Roussillon), vraisemblablement sur des vestiges d'une place forte du VIIIe siècle appartenant au duc d'Aquitaine. À l'origine, le château comportait huit tours et trois corps de logis, ainsi qu'une chapelle et un cloître. Il a servi comme forteresse et comme château d'agrément. Il commandait alors la région au nord de Cahors et les vallées des affluents du Lot.
En 1355, pendant la Seconde guerre de Cent Ans, le château passa aux mains des Anglais, lorsque Raymond d'Antéjac, seigneur de Roussillon, reconnut au roi d'Angleterre des droits sur la couronne de France. 
Après avoir été une place forte du protestantisme au XVIe siècle, le château de Roussillon, alors propriété de Jean III de Gontaud-d'Oriolle, reçut le roi Louis XIII en 1632.
À partir du début du XVIIIe siècle, le château fut peu à peu délaissé par ses propriétaires. Sa ruine partielle le préserva des destructions de la Révolution française, mais au XIXe siècle, il fut utilisé comme carrière de pierres pour les villages environnants.
Démantelée et fortement endommagée, la construction fut restaurée à partir de 1958 par la famille Mailhol. Le château a aujourd'hui retrouvé une partie de son aspect antérieur.

## Protection
Le château de Roussillon fait l'objet d'une inscription au titre des Monuments historiques depuis le 29 mars 1929.